# Colline du Parlement
Ne doit pas être confondue avec la colline parlementaire située à Québec
La colline du Parlement (en anglais, Parliament Hill) est le lieu où est construit le Parlement du Canada, à Ottawa. La colline du parlement et l'enceinte parlementaire sont sous la juridiction du Service de protection parlementaire (SPP).

## Rappel historique
Intimement liée à l'histoire de la ville, la colline accueille ses premiers occupants européens aux alentours de 1826, trois ans après l'achat de terres par George Ramsay (Lord Dalhousie), alors gouverneur du Bas-Canada. Le colonel John By entreprend d'y installer un campement afin de superviser la construction du canal Rideau.
Sous la direction du gouverneur, il fait construire un hôpital ainsi que plusieurs casernes militaires (en anglais: barracks) afin de loger ses hommes sur la colline alors complètement boisée, qui devint connue sous le nom de Barracks Hill. Il désigne également deux sites devant contenir les futurs colons, l'un à l'ouest de la colline, la haute-ville, et l'autre à l'est de l'entrée du futur canal, la basse-ville. En 1828, le village comptant alors près de 1 000 habitants prend le nom de son fondateur, Bytown.
En 1855, la ville est renommée Ottawa et accède, en 1857 au statut de capitale de la province du Canada. La construction des édifices parlementaires autour d'une vaste esplanade (un immeuble pour le corps législatif au nord et deux édifices administratifs à l'est et à l'ouest) débute dès 1859 sur la colline, puis s'appelle la Colline du Parlement.

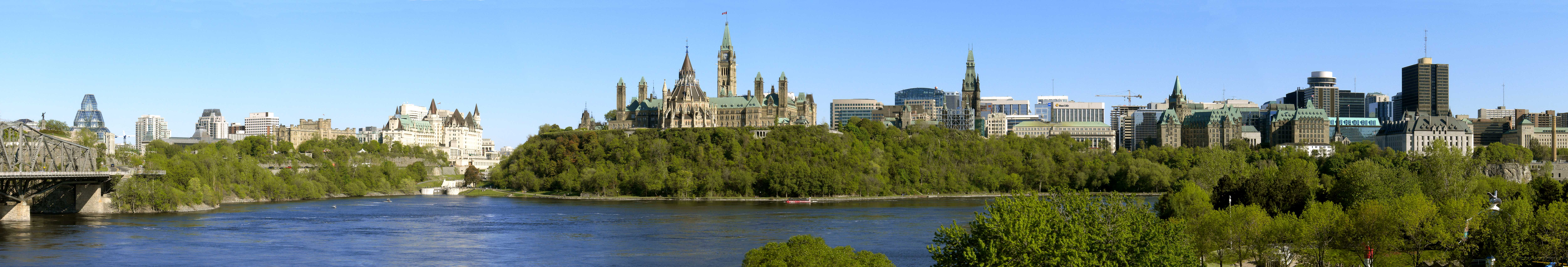
Vue panoramique de la colline du Parlement.

## Édifices du parlement d'origine (1859 à 1916)

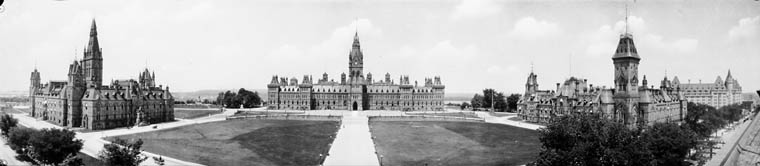

À la suite de la désignation d'Ottawa en tant que capitale de la province du Canada, l'Assemblée législative octroie 75 000 livres pour la construction d'un édifice parlementaire. Les architectes Thomas Fuller et Chilion Jones, qui remportent le concours du meilleur projet, obtiennent 1 000 dollars pour leur nomination. Malgré les critiques, qui qualifient le projet de trop dispendieux, les plans des architectes Fuller et Jones sont retenus.

### Édifice du centre

#### La construction

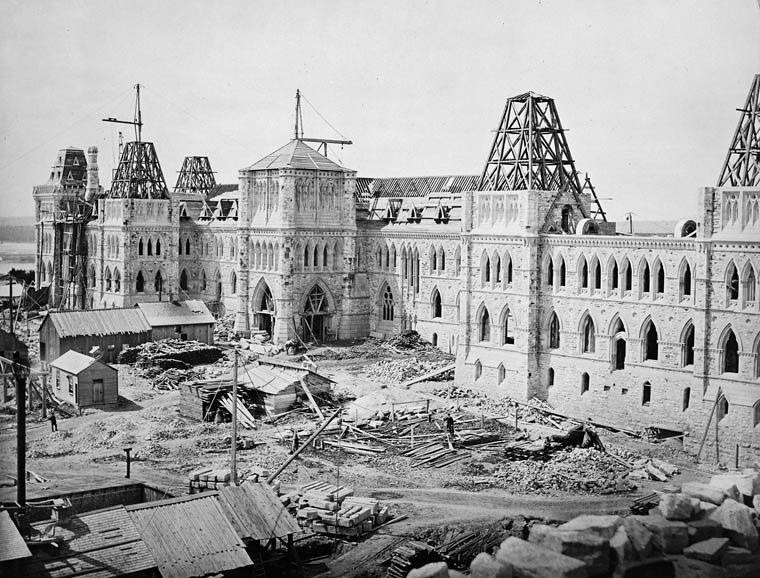
Édifice central original en construction, août - septembre 1863 (photo de Samuel McLaughlin).

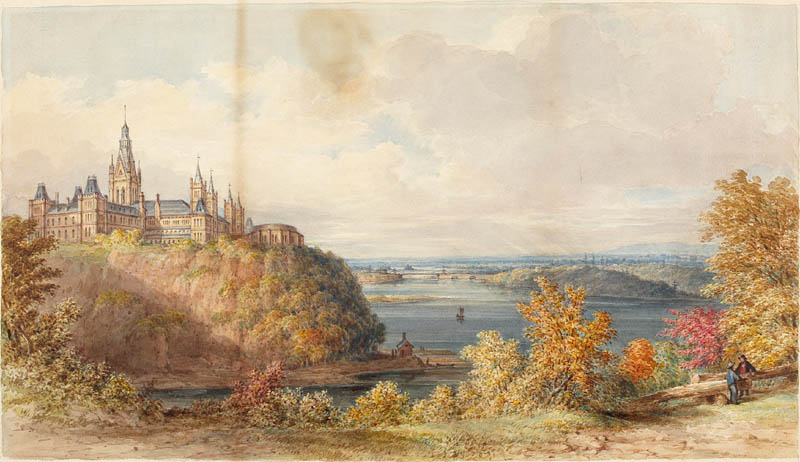
Les édifices du Parlement, Ottawa (Ontario), vers 1866. Aquarelle sur papier tissé.

De style néogothique, le nouvel édifice s'inspire en outre d'éléments architecturaux :
- flamands pour la longue façade gothique (comme à Ypres) et la tour Victoria conçue comme un beffroi, symbole de l'indépendance du pouvoir civil dans l'Europe médiévale ;
- français pour la conception des toitures mansardées et des pavillons insérés dans les ailes du bâtiment (comme au Louvre) ;
- anglais pour la bibliothèque et de très nombreux détails architecturaux et décoratifs.

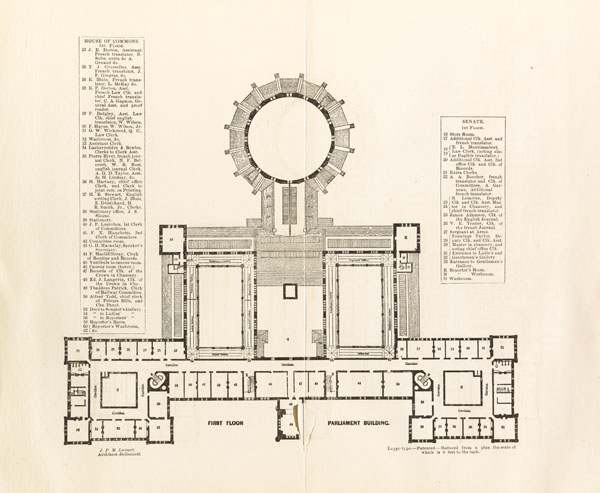
Plan de l'édifice central, en 1867.

Le choix d'un édifice à l'architecture néogothique, plutôt qu'un style inspiré du néoclassicisme alors en vogue aux États-Unis, est un symbole des liens qui unissent toujours le Canada à la Grande-Bretagne, où le palais de Westminster vient d'être reconstruit dans ce style.
La construction des édifices parlementaires débute en 1859 et s'étalera sur près de vingt ans, soit jusqu'en 1878. Les parlementaires s'y installèrent néanmoins dès 1866.

#### L'incendie de 1916

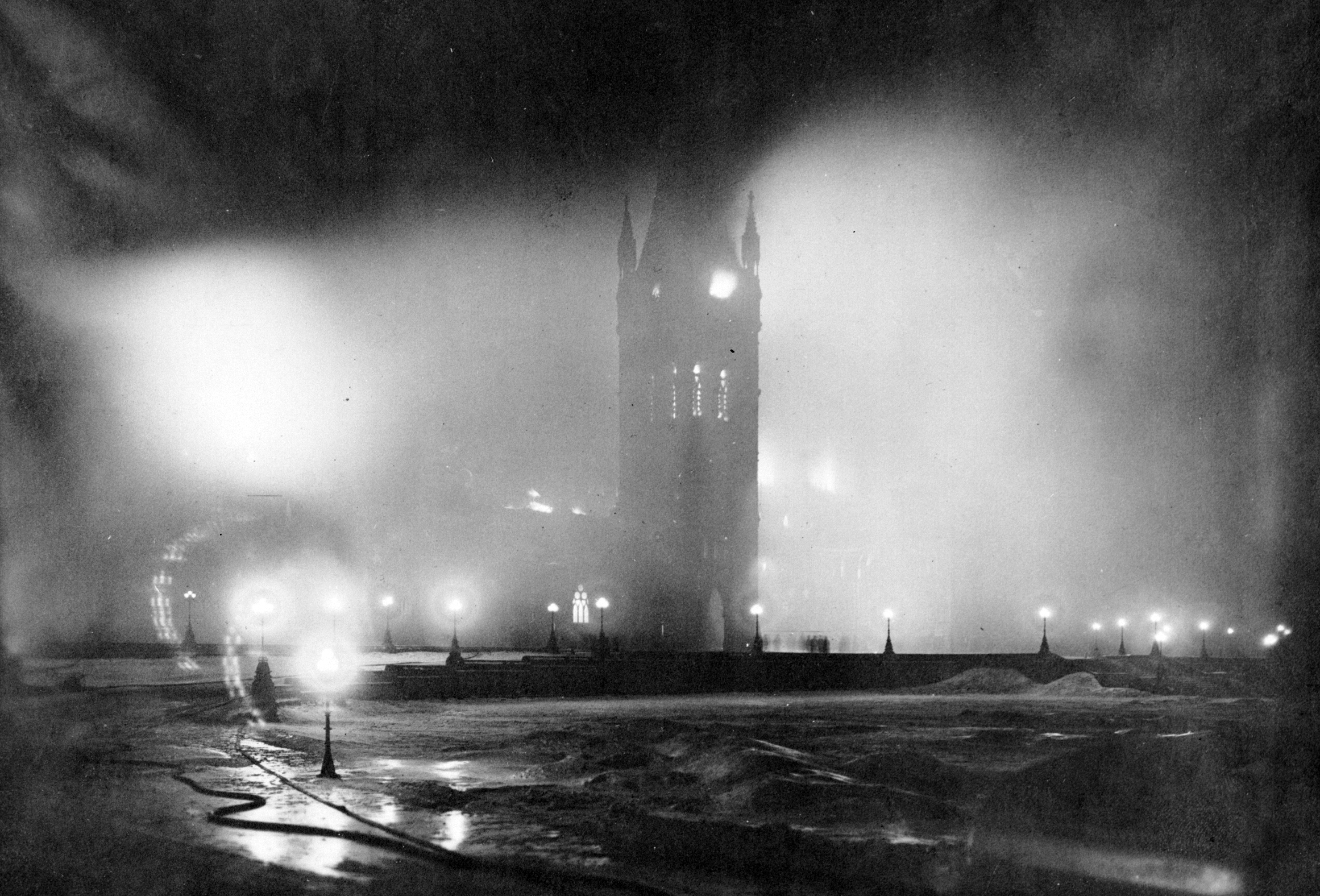
Édifice central du parlement en feu, 1916.

Le 3 février 1916 vers 20h50, un incendie se déclare dans la salle de lecture de l'édifice central. Un député qui s'y trouvait remarque la présence de flammes. De celui-ci ne seront épargnées que l’aile nord-ouest et la Bibliothèque grâce à un employé, M.C. « Connie » MacCormac. Ce dernier, averti par un messager, et qui entra en hurlant que le feu ravageait la salle de lecture, eut la présence d'esprit de fermer les portes de fer la reliant à l'édifice du Centre.  Ce simple geste sauva la vie des personnes présentes dans la Bibliothèque à ce moment, ainsi que des dizaines de milliers de livres et de documents, dont certains inestimables.
Tout au long de l'incendie, l'horloge de la Tour Victoria sonne les heures. À minuit, la cloche sonne onze fois, puis s'écrase au sol, tandis que les flammes gagnent le Sénat. Le lendemain, l'édifice central était en ruines, recouvert d'une épaisse couche de glace due aux vains efforts des pompiers.
Après l'incendie, la Chambre des communes et le Sénat se déplacent au Musée commémoratif Victoria (aujourd'hui le Musée canadien de la nature), où ils siégeront jusqu'en 1920. Sir Wilfrid Laurier, ancien premier ministre, décède avant la fin des travaux de reconstruction et fut exposé à l'intérieur du musée.
La tragédie épargnera les édifices de l'est et de l'ouest, qui sont toujours en place de nos jours.

## Édifices du parlement actuel (1916 à aujourd'hui)
Les édifices du parlement actuel sont au nombre de quatre et sont répartis sur un terrain s'étendant sur environ 88 840 m2, composant la Colline du Parlement. On appelle la «Cité parlementaire» «la zone compacte se trouvant au nord de la rue Wellington, à l'est de la rue Kent et à l'ouest du Canal Rideau».

### L'édifice du centre

#### La reconstruction

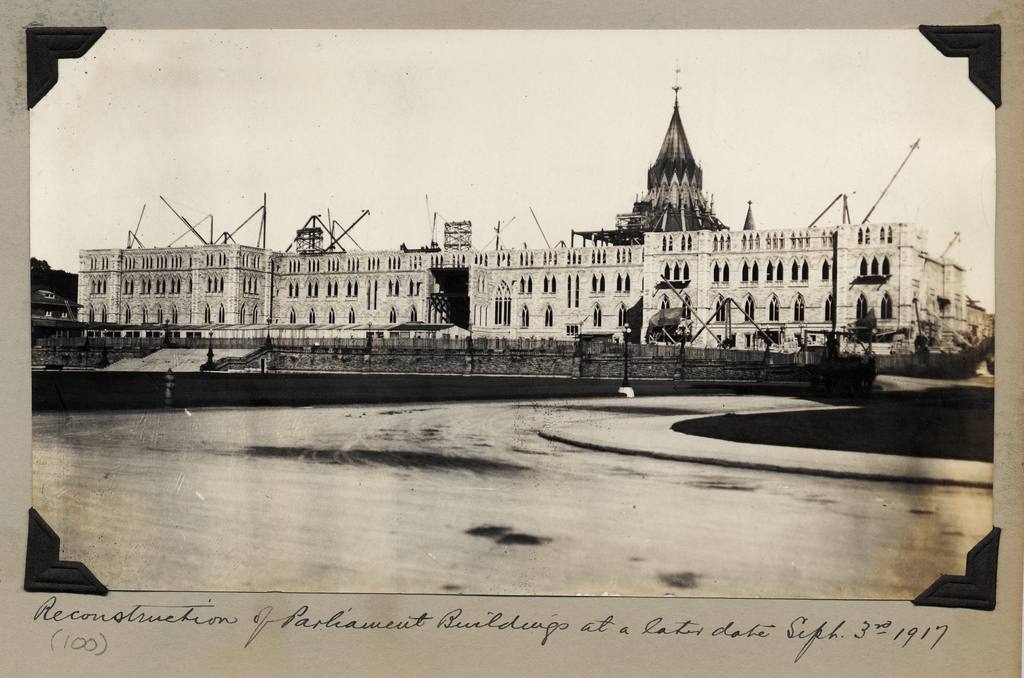
Construction du nouvel édifice, septembre 1917

Les travaux de reconstruction débutent quelques mois seulement après la tragédie, le 24 juillet 1916, sous la direction des architectes John A. Pearson et Jean-Omer Marchand. Ceux-ci sont mandatés par le gouvernement pour formuler des recommandations concernant la reconstruction des nouveaux édifices. On demanda à ce qu'ils soient conformes au style néogothique des anciens édifices tout en intégrant davantage d'espace pour accueillir les députés.
La pierre angulaire de l'édifice original fut retrouvée parmi les décombres et posée par le prince Arthur William Patrick, duc de Connaught le 1er septembre 1916, soit 56 ans après avoir été posée par son frère Édouard VII.
Un étage complet fut ajouté à l'édifice du centre; les murs intérieurs sont construits en calcaire et les planchers sont faits de marbre, dans le but d'éviter les risques d'un nouvel incendie. Les travaux sont d'autant plus difficiles que le Canada est en guerre, la main-d'œuvre est rare et les matériaux sont très coûteux.
Le 26 février 1920, soit environ quatre ans après l'incendie, a lieu la première session du corps législatif dans le nouvel édifice. La Chambre des Communes se trouve du côté ouest du bâtiment central, tandis que le Sénat est à l'est.

#### La Tour de la Paix

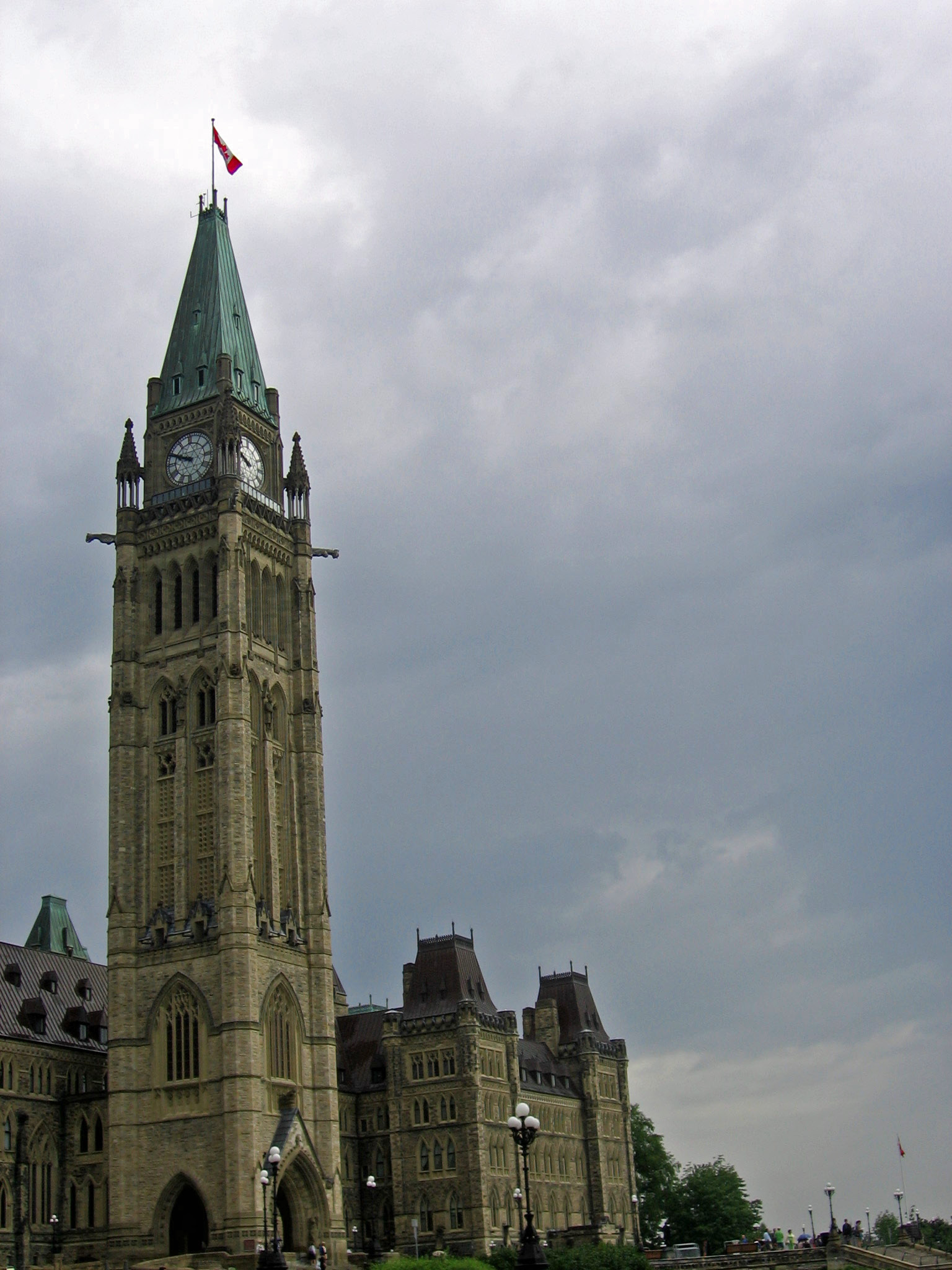
La tour de la Paix, élément distinctif de l'édifice central du Parlement.

La pierre angulaire de la Tour de la Paix fut posée le 1er septembre 1919 par le prince de Galles. La tour sera inaugurée près de huit ans plus tard sous le nom de Tour de la Paix et de la Victoire, lors des festivités du Dominion le 1er juillet 1927. La construction fut terminée en 1928, alors que les travaux de sculpture des blocs de grès s'échelonnèrent sur une autre décennie.
Plus grande que l'ancienne tour Victoria, elle fait près de 92,2 mètres de hauteur. Elle comporte un carillon de 53 cloches, dont la plus imposante pèse plus de 10 tonnes. Cet ensemble, l'un des onze au pays, est le plus lourd et probablement le plus connu du Canada. L'actuelle carillonneuse du Dominion est Andrea McCrady; des compositions sont jouées en moyenne 200 jours par année.

#### La Chapelle du souvenir
À la base de la Tour de la Paix est située la Chapelle du Souvenir, dédiée aux canadiens tués lors de conflits. Son plancher est constitué de pierres recueillies sur les différents champs de bataille européens. En son centre est disposé un autel de calcaire Hoptonwood, don de la Grande-Bretagne au Canada, qui porte le premier des Livres du Souvenir renfermant la liste des canadiens tués lors de la Première Guerre mondiale.
Du marbre noir donné par la Belgique servit pour façonner les plinthes des murs et les gradins de l'autel. Les colonnes soutenant la voûte sont faites de marbre de Sainte Anne provenant du même pays. La France fit don de pierre de Château-Gaillard, dont sont faits les murs et la voûte.

#### Le Hall de la Confédération

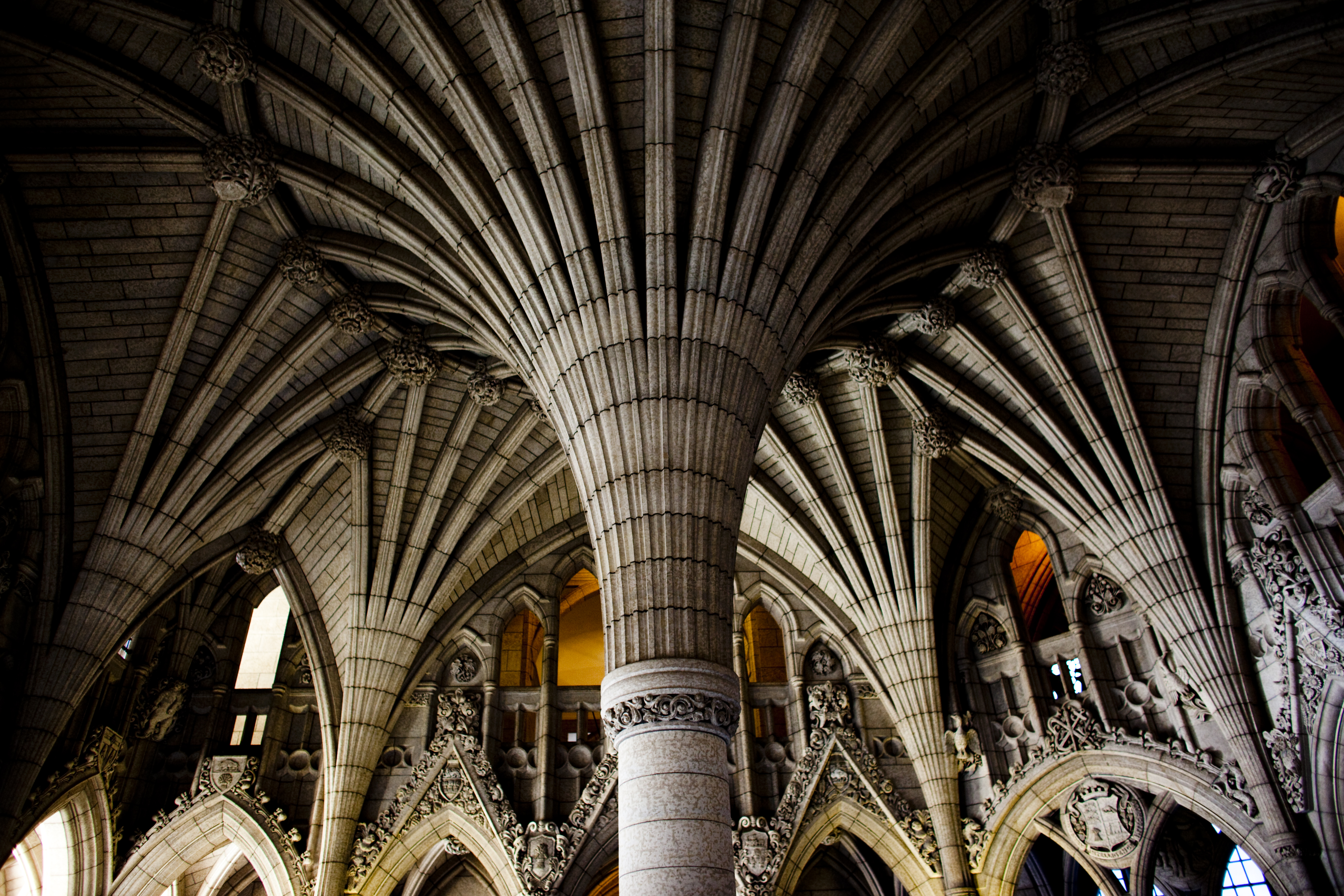
La colonne centrale du Hall de la Confédération.

L’entrée principale de l’édifice du Centre mène au Hall de la Confédération, aussi appelé la rotonde, qui permet un accès vers l'ouest à la Chambre des communes, à l'est au Sénat et, en passant à travers le Hall d'honneur au nord, à la Bibliothèque du Parlement.
La conception architecturale du Hall de la Confédération est unique, en ce qu'il est l'axe central duquel tout converge à l'intérieur de l'édifice. De style néogothique, le Hall comporte une énorme colonne centrale soutenant une impressionnante voûte en calcaire de Tyndall. Cet espace fut la dernière section du parlement à être construite. Les travaux, débutés le 11 août 1921, furent terminés au mois de décembre suivant avec l'achèvement de la voûte. Une maquette du hall fut préparée dès janvier 1918, à partir de laquelle un modèle en bois et en plâtre fut érigé, copie de ce qui allait devenir l'actuel Hall de la Confédération.

#### Le Hall d'honneur

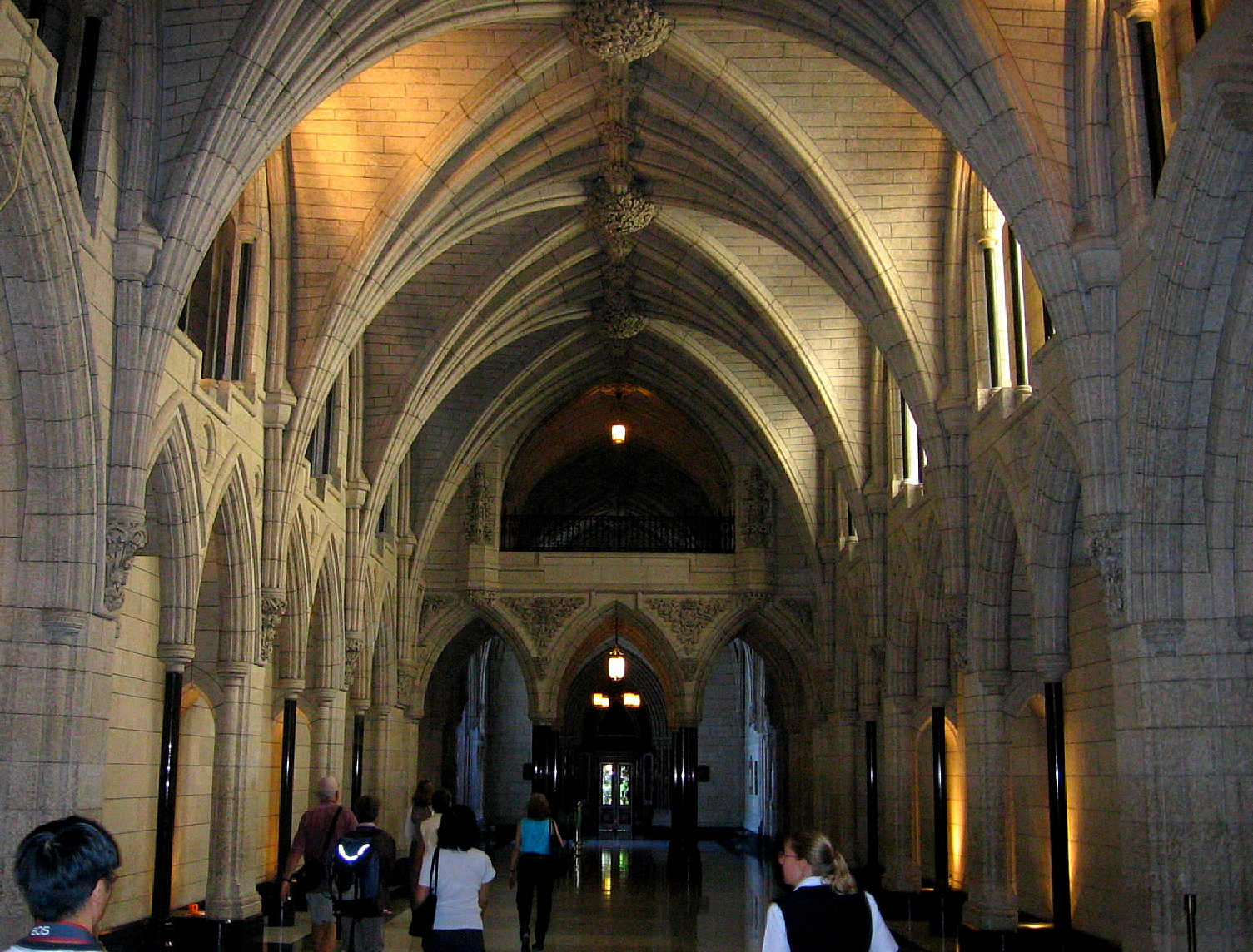
Vue sur le Hall d'honneur.

Le Hall d'Honneur relie le Hall de la Confédération à la Bibliothèque du Parlement et donne également accès aux principales salles de réunion. C'est à cet endroit que se déroulent les cérémonies officielles et d'envergure nationale.
À l'origine, le Hall devait comporter une multitude de statuettes représentant les canadiens s'étant démarqués. Sa vocation fut modifiée et comporte actuellement des bas reliefs et des plaques commémoratives faisant référence à l'édifice original du Parlement, à l'incendie qui le détruit, à la Confédération et à la Première Guerre mondiale.

#### La Chambre des communes

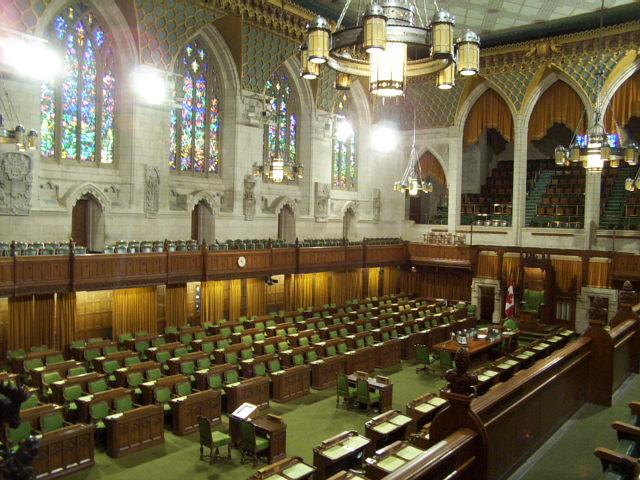
Vue sur la Chambre des communes.

La Chambre des communes, salle la plus spacieuse des édifices parlementaires occupée par la plus importante institution démocratique canadienne, est située dans l'aile ouest de l'édifice du centre. Les architectes ont prévu de l'espace pour accueillir 320 députés sur le parterre ainsi que 580 personnes dans les tribunes. Trois salles y sont reliées, soit l'antichambre principale, l'antichambre du gouvernement et celle de l'opposition.
Le plafond de la Chambre des communes est fait de lin, arborant les symboles héraldiques des armoiries du Canada, des provinces et des territoires. La corniche, recouverte de feuilles d'or, est faite d'arcs polylobés. Trois séries de sculpture architecturale ornent les parois de la Chambre: les séries Acte de l’Amérique du Nord britannique (de 1978 à 1985, sur les murs est et ouest), Évolution de la vie (de 1989 à 1994, arcades nord et sud) et Présidents et greffiers (1979, des deux côtés du fauteuil du Président de la Chambre).
Les travaux de menuiserie furent exécutés par le montréalais George Roberts et installés en 1920. Les sculptures sur bois sont l'œuvre d'Elzéar Soucy. Le vert, qui est la couleur traditionnelle de la Chambre depuis 1867, est dominant: il a été choisi notamment pour la moquette de laine tissée et pour le mobilier.

#### La Chambre du Sénat
La salle du Sénat accueille le roi ou son représentant, le gouverneur général lorsqu'elle sanctionne un projet de loi et 105 sénateurs nommés par la gouverneure générale sur recommandation du premier ministre. Elle est le siège de la Chambre haute du Parlement du Canada, le Sénat.

#### La Bibliothèque du Parlement

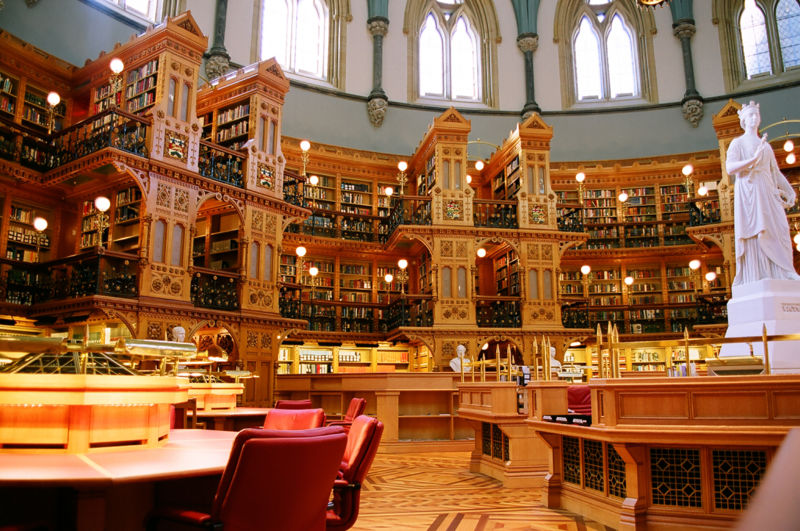
La salle de lecture de la Bibliothèque du Parlement.

La bibliothèque du parlement est la seule section de l'édifice ayant survécu à l'incendie de 1916 et à la démolition qui suivit. Construite entre 1859 et 1876, elle est située, à l'intérieur de l'édifice actuel, à l'extrémité nord du Hall d'honneur. Alpheus Todd fut le premier à occuper le poste de bibliothécaire.
En 1952, un incendie majeur se déclara dans la toiture de la bibliothèque. L'édifice fut sauvé mais les collections furent sévèrement endommagées par le feu et l'eau s'y étant infiltrée.
Une restauration suivit et une bibliothèque moderne fut bâtie à l'ouest de la Colline du Parlement pour y entreposer certains documents. De 2002 à 2005, d'importants travaux de rénovation y furent entrepris.
Aujourd'hui, l'institution comporte près de 600 000 ouvrages et emploie environ 300 employés.

#### Le Salon de la Francophonie
L'ancien fumoir des sénateurs a été converti en Salon de la Francophonie en 1992. Il est situé dans la partie est de l'édifice près de l'entrée de la salle des délibérations du Sénat. Le salon a pour but de rappeler les liens importants entre le Canada et la Francophonie et comprend une décoration à l'honneur de l'histoire et de l'identité des francophones au Canada dont quatre portraits de six rois de France qui étaient au pouvoir à l'époque de la Nouvelle-France.

### L'édifice de l'ouest

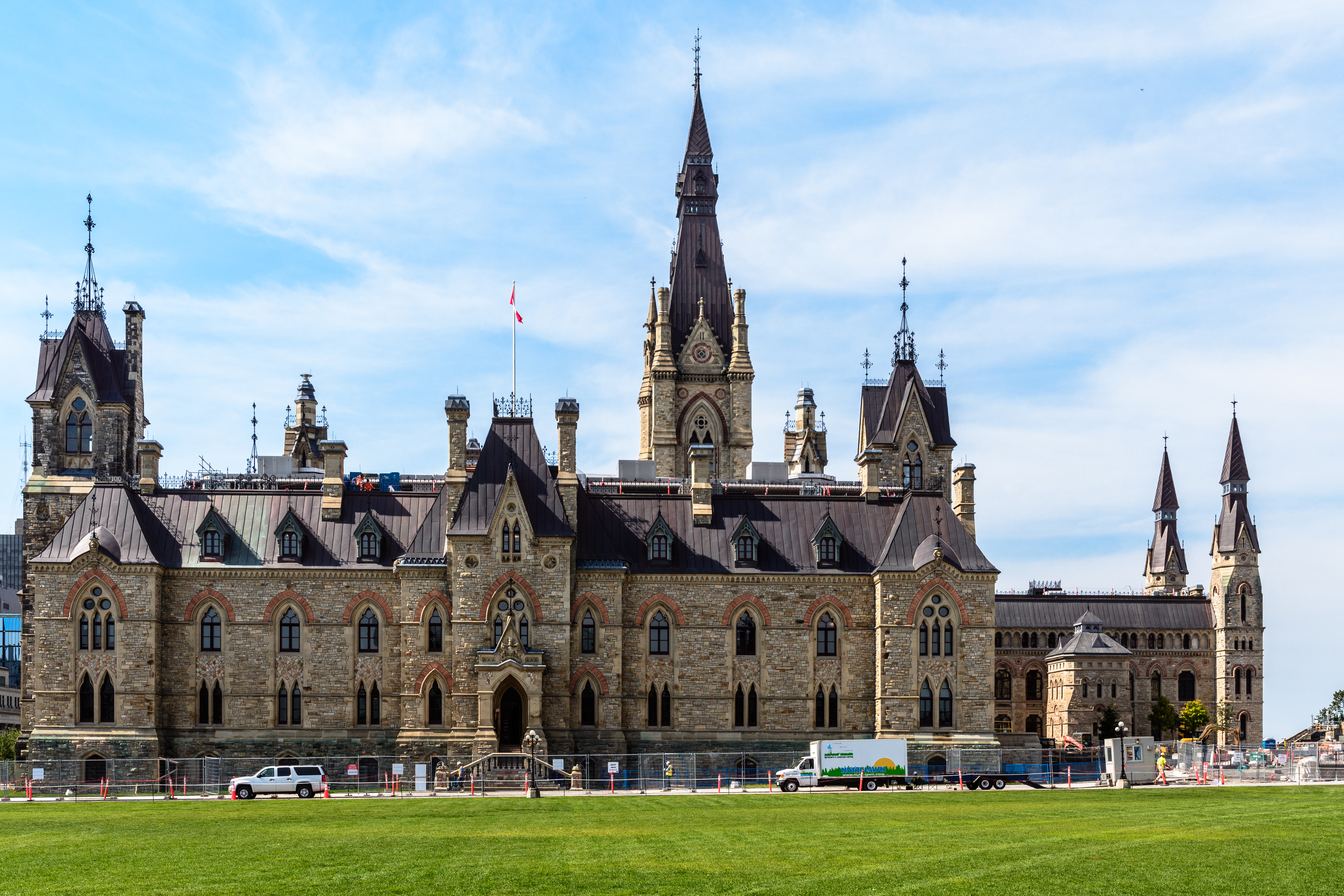
L'édifice de l'Ouest en septembre 2018.

De 1873 à 1874, l'édifice de l'Ouest est considérablement agrandi. On lui ajoute une aile et l'énorme tour Mackenzie. Alexander Mackenzie, alors premier ministre du Canada, fut l'instigateur ayant amené l'ajout de cette tour.
En 1897, un incendie endommagea légèrement le bâtiment. En 1961, un projet de démolition de l'édifice est proposé, sans toutefois être retenu. Des travaux de rénovation sont cependant entrepris, dans le but de maximiser l'espace à bureau qui manque considérablement. L'édifice de l'ouest est actuellement dans sa plus récente phase de rénovation.

### L'édifice de l'est

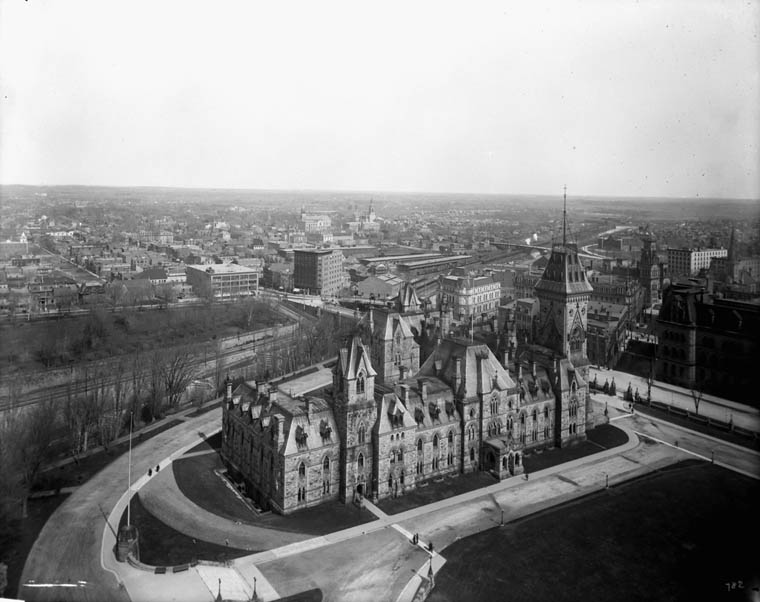
L'édifice de l'est, entre 1845 et 1930.

Construit initialement en 1874, l'édifice de l'est fut considérablement agrandi en 1910, date à laquelle on y ajouta une aile face au canal Rideau. Avant la construction de l'édifice de la Banque du Canada, celle-ci comportait six chambres fortes, renfermant le Trésor national. Cette aile fut en rénovation jusqu'à l'automne 1997.

## Monuments
- Statue de Louis Riel
- Statue de Sir Robert Laird Borden à l'ouest de l'édifice de l'ouest, par Frances Loring (1957)
- Statue de John George Diefenbaker au nord de l'édifice de l'ouest, par Leo Mol (1985)
- Statue de Lester B. Pearson au nord de l'édifice de l'ouest, par Danek Mozdzenski (1989)
- Statue de la Reine Victoria au nord de l'édifice de l'ouest, par Louis-Philippe Hébert (1900)
- Statue de Sir George-Étienne Cartier à l'ouest de l'édifice central par Louis-Philippe Hébert
- Statue d'Alexander Mackenzie à l'ouest de l'édifice central par Louis-Philippe Hébert (1901)
- Statue de George Brown à l'ouest de l'édifice central par George William Hill (1913)
- Statue de Thomas D'Arcy McGee au nord de l'édifice central par George William Hill
- Statue de Robert Baldwin et Sir Louis-Hippolyte La Fontaine à l'est de l'édifice central par Walter Seymour Allward (1914)
- Statue de Sir John A. Macdonald à l'est de l'édifice central par Louis-Philippe Hébert
- Statue de la reine Élisabeth II à l'est de l'édifice central par Jack Harman (1977)
- Statue des Famous Five par Barbara Paterson, illustrant le mouvement militant des suffragettes canadiennes Nellie McClung, Irene Parlby, Emily Murphy, Louise McKinney et Henrietta Muir Edwards
- Statue de William Lyon Mackenzie King au nord de l'édifice de l'est par Raoul Hunter
- Statue de Sir Wilfrid Laurier au sud de l'édifice de l'est par Joseph-Émile Brunet (1922)
- Statue de Henry Albert Harper / Galahad située à l'extérieur de la porte principale en face de l'édifice central, par Ernest Wise Keyser (1905)
- Monument au corps policier canadien, mur de granit au nord de l'édifice central (1995)
- Cloche de la tour Victoria (1875-1877), cloche originale de l'édifice du centre d'origine, située au nord de l'édifice central; elle fut restaurée en 2000
- Flamme du centenaire, commémorant le centenaire de la Confédération en 1967

## Événements importants

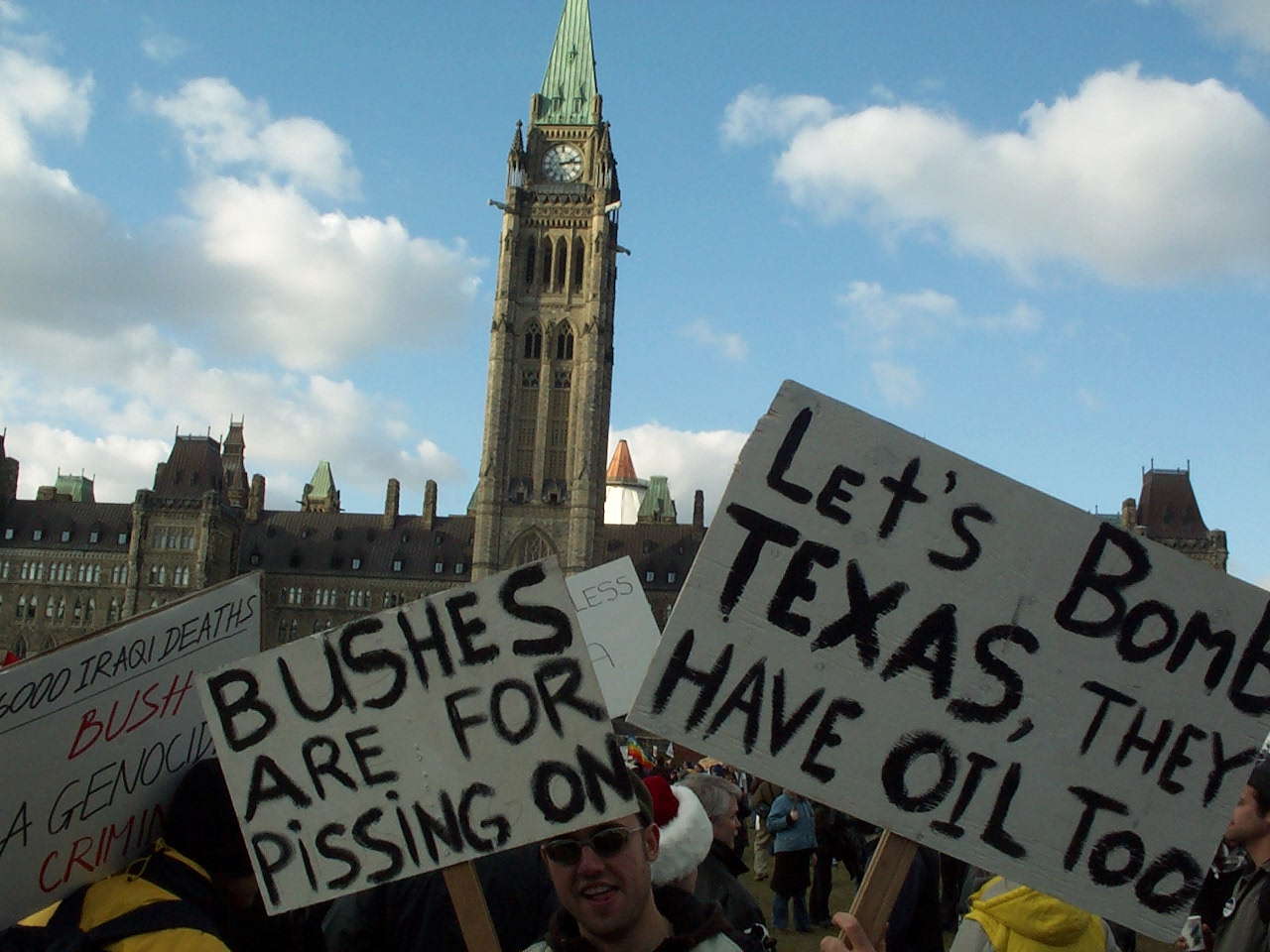

Chaque 1er juillet, des canadiens se rassemblent sur la Colline du Parlement pour célébrer la fête du Canada. Durant les mois d'été, des gens viennent admirer le changement de la garde sur la pelouse devant les édifices parlementaires. Une cérémonie similaire a lieu à Rideau Hall, la résidence du gouverneur général.
Chaque année le 20 avril, une foule s'assemble sur la Colline et fume de la marijuana afin de démontrer leur support à sa légalisation. Un événement du même genre a lieu chaque première semaine de mai, la Marche mondiale pour la marijuana (« Global Marijuana March »), à laquelle participe près de 200 villes à travers le monde.
La Colline du Parlement a souvent été le lieu de manifestations anti-guerre, notamment durant la guerre du Viêt Nam et plus récemment en opposition à la guerre en Irak.
Parmi les événements majeurs s'étant déroulé sur la Colline parlementaire, on retrouve:
- L'inauguration du nouveau drapeau du Canada, le 15 février 1965
- L'inauguration de la Flamme du centenaire le 31 décembre 1966
- La signature par la reine Élisabeth II de la Charte canadienne des droits et libertés, le 17 avril 1982

Depuis plusieurs années, un spectacle son et lumière est projeté sur l'édifice central tous les soirs de la saison estivale.

### Sources
- Le Canada, ses contours - La Colline du Parlement à Ottawa sur le site de Bibliothèque et Archives Canada
- Par décret de l'exécutif - Les édifices du Parlement du Canada sur le site de Bibliothèque et Archives Canada
- Le Canada et la Première Guerre mondiale - Tragédies au front intérieur, L’incendie du Parlement le 4 février 1916 sur le site de Bibliothèque et Archives Canada
- La Chambre des Communes - Collection patrimoniale sur le site du Parlement du Canada
- Au sujet du Parlement sur le site du Parlement du Canada
- Explorer la Colline sur le site du Gouvernement du Canada